# Evropa 2020
Evropa 2020 neboli Digitální agenda pro Evropu byl ekonomický program Evropské unie. Byla to desetiletá strategie navržená Evropskou komisí dne 3. března 2010 pro rozvoj ekonomiky Evropské unie zaměřený na „inteligentní, udržitelný růst podporující začlenění“ s větší koordinací národních a evropské politiky. Navazuje na Lisabonskou strategii z období 2000–2010. Podle všech dostupných dat skončila Digitální agenda pro Evropu podobně jako Lisabonská strategie fiaskem.[zdroj?]

## Historie
Strategie vznikla z německé digitální agendy v roce 2009, kterou vedl Henrik von Scheel jako spolkový ministr hospodářství a technologie, a v roce 2013 se přeměnila na Průmysl 4.0.

## Evropský semestr
Monitorování pokroku a zajištění aktivního zapojení zemí EU jsou klíčovými prvky strategie. Děje se tak prostřednictvím evropského semestru, ročního cyklu koordinace makroekonomické, rozpočtové a strukturální politiky. Klíčové fáze evropského semestru popisují časovou osu (kdo co dělá a kdy) v průběhu každého roku. Úkoly členských států jsou popsány v národních reformních programech..